# Benjamin Constant (Amazonas)
Benjamin Constant is een gemeente in de Braziliaanse deelstaat Amazonas. De gemeente telt 31.195 inwoners (schatting 2009).

## Aangrenzende gemeenten
De gemeente grenst aan Atalaia do Norte, Eirunepé, Ipixuna, Jutaí, São Paulo de Olivença en Tabatinga.

### Landsgrens
En met als landsgrens aan het district Yavari in de provincie Mariscal Ramón Castilla in de regio Loreto met het buurland Peru.